# أتشيهيون
أتشيهيون (الأتشيهية: Ureuëng Acèh, جاوي: اورڠ اچيه) وهُم مجموعة عرقية تعيش في آتشيه في إندونيسيا حيث تعيش في أقصى شمال جزيرة سومطرة، يتكلمون باللغة الأتشيهية وهي فرع من اللغات الأسترونيزية، تاريخيًا عُرف الأتشيهيون بمحاربتهم للاستعمار الهولندي لإندونيسيا، لهم ثقافة هندية وسنسكريتية، يبلغ عددهم حاليًا حوالي 4 ملايين نسمة منهم 3.5 مليون نسمة في إندونيسيا و 80,000-120,000 نسمة يعيشون في ماليزيا، مع تواجد مهاجرين في سنغافورة وتايلاند وأستراليا والولايات المتحدة وكندا، يعتنق أغلبهم الإسلام مع تواجد هندوس بينهم، في زلزال وتسونامي المحيط الهندي 2004 لقى 120 ألف واحد منهم مصرعهم.

## أشخاص بارزون
- إسكندار مودا
- تيوكو محمد حسن
- تيوكو عمر
- تيوكو يعقوب
- حسن دي تيرو
- فرحان رمضان
- تيوكو يسنو

## وصلات خارجية
- Ethnologue.com on Aceh language